# Deljatyn
Deljatyn (ukrajinsky Делятин, rusky Делятин – Děljatin, polsky Delatyn) je městys (ukrajinsky selyšče) v Ivanofrankivské oblasti na Ukrajině. K roku 2011 v něm žilo přes osm tisíc obyvatel.

## Poloha a doprava
Deljatyn leží ve východním předhůří Karpat při ústí Ljubyžni do Prutu, levého přítoku Dunaje.
Ve městě je nádraží na železniční trati Marmarošská Sihoť – Ivano-Frankivsk, na kterou zde navazuje železniční trať Deljatyn – Stepanivka.

## Dějiny
První písemná zmínka o Deljatynu je z roku 1400. Do roku 1772 byl součástí Ruského vojvodství Koruny polského království. Pak byl do roku 1918 součástí rakouské Haliče. Po konci první světové války připadl do druhé Polské republiky, kde byl od roku 1921 součástí Stanislavského vojvodství.
Za druhé světové války jej nejprve obsadil Sovětský svaz a následně nacistické Německo, kde patřil v letech 1941 až 1944 do Haličského distriktu.
V roce 1945, po konci druhé světové války, se stal Deljatyn součástí Ukrajinské sovětské socialistické republiky. V roce 1961 byl přejmenován na Diljatyn (Ділятин) a v roce 1989 zpět. Od roku 1991 je součástí samostatné Ukrajiny.
V březnu 2022 v rámci v rámci rusko-ukrajinské války ohlásilo Rusko úspěšný zásah vojenského skladu u Deljatynu střelou Ch-47M2 Kinžal.